# Glochidion mindorense
Glochidion mindorense är en emblikaväxtart som beskrevs av Charles Budd Robinson. Glochidion mindorense ingår i släktet Glochidion och familjen emblikaväxter. Inga underarter finns listade i Catalogue of Life.